# Dextran 70
Dextran 70 es un tipo de líquido administrado mediante inyección en una vena para expandir el volumen sanguíneo.  Específicamente, se usa para un shock como el causado por sangrado o quemaduras cuando las transfusiones de sangre no están disponibles rápidamente.  Sin embargo, no transporta oxígeno.
Los efectos secundarios comunes incluyen vómitos, fiebre y dolores en las articulaciones.  Otros efectos secundarios incluyen reacciones alérgicas y coagulación sanguínea deficiente.  No se recomienda en personas con insuficiencia renal, insuficiencia cardíaca significativa o un trastorno de coagulación.  Tampoco se recomienda su uso durante el embarazo.  Funciona al extraer el líquido del espacio extravascular hacia los vasos sanguíneos. 
Dextran 70 fue aprobado para uso médico en 1947.  Está en la Lista de medicamentos esenciales de la Organización Mundial de la Salud, los medicamentos más efectivos y seguros que se necesitan en un sistema de salud.  El costo mayorista en el mundo en desarrollo es de aproximadamente US$4,10 a 5,25 por cada 500 ml.  En el Reino Unido, esta dosis le cuesta al NHS aproximadamente £57,00.  En los Estados Unidos cuesta alrededor de US$25 a 50 por dosis. Viene con una solución de cloruro de sodio o una solución de glucosa. 